# Nummerplan
En nummerplan används inom telekommunikation och är en plan som innehåller anvisningar om hur telefonnummer allokeras och bestäms såväl nationellt som internationellt, exempelvis genom Internationella teleunionen (ITU). Nummerplanen innehåller ett regelverk för hur nya telefonnummer skapas. De flesta telefonnummer tillhör nummerplanen E.164, undantaget till exempel de interna nummer som finns i telefonväxlar. 
Nummerplanen E.164 för telefonnummer inkluderar:
- Landsnummer
- Regionala nummerplaner som till exempel europeisk nummerplan
- Andra nationella nummerplaner, som till exempel brittisk nationell nummerplan

Förutom användningen av nummerplaner för telefonnummer, så används de även till att omdirigera meddelanden inom Signalsystem 7 (SS7). I nätverk för mobiltelefoni så används mest nummerplanen E.212 för att registrera användare (vars information sparas i GSM-systemet och SIM-kort) medan E.214 används för att omdirigera databasförfrågningar i publika telefonnätet (PTN).

## Numbering Plan Indicator
Numbering Plan Indicator (NPI), anger ett nummer som är definierat i ITU-standarden Q.713, paragraf 3.4.2.3.3. Detta används främst för kommunikation i nätverksskiktet Signalling Connection Control Part (SCCP).
| NPI | Beskrivning              | Standard        |
| --- | ------------------------ | --------------- |
| 0   | okänd                    | –               |
| 1   | ISDN-telefoni            | E.164           |
| 2   | allmän                   | –               |
| 3   | datatrafik               | X.121           |
| 4   | telex                    | F.69            |
| 5   | mobiltelefoni till sjöss | E.210 och E.211 |
| 6   | mobiltelefoni på land    | E.212           |
| 7   | ISDN/mobiltelefoni       | E.214           |